# Silver Clouds
Silver Clouds (Silberwolken) ist eine kinetische Rauminstallation des amerikanischen Pop-Art-Künstlers Andy Warhol aus dem Jahr 1966. 

## Beschreibung
Die Installation besteht aus silbernen, mit Helium gefüllten Luftballons aus Polyethylen in Kissenform, der Größe 99 × 150 × 38 cm. Das spiegelnde Material gibt die Umgebung verzerrt wieder. Durch das Traggas schweben die Ballons im vollgefüllten Zustand unter der Zimmerdecke, sinken jedoch nach einiger Zeit aufgrund des Gasverlustes auf den Boden hinab. In der ursprünglichen Präsentation wurden die Ballons mit Hilfe von Gewichten auf halber Raumhöhe gehalten, später schwebten die Luftkissen frei im Raum umher. Die Wolken reagieren auf Berührung, Luftzug, Temperaturänderungen und statische Elektrizität. Sobald ein Kissen ein anderes berührt, entsteht eine Kettenreaktion und es dauert eine gewisse Zeit, bis sich die Objekte wieder beruhigt haben. Das ständige Spiel aus Aktivität und Passivität erzeugt beim Betrachter den Eindruck, als hätten die Kissen ein unkontrollierbares Eigenleben.

## Hintergrund
„Die Malerei war nur eine Phase, die ich jetzt hinter mir habe. Nun mache ich schwebende Skulpturen: silberne Rechtecke, die ich aufblase und die schweben.“

Warhol präsentierte die Silberwolken zusammen mit der Siebdruck-Serie Cow Wallpaper vom 2. bis zum 27. April 1966 in den Räumen der New Yorker Galerie von Leo Castelli. Nachdem Warhol bereits im Mai 1965 bei Ileana Sonnabend in Paris verkündet hatte, dass er sich nun von der Malerei zurückziehen wolle, sollte die Ausstellung ganz im Zeichen des Abschieds des Künstlers von der Kunst stehen. So entstand eine Mischung aus Gebrauchs- und Konzeptkunst. Die Wände der Galerie waren mit überlebensgroßen Kuhköpfen in rosaroter Leuchtfarbe auf signalgelbem Untergrund tapeziert, während die silbernen Kissenobjekte frei im Raum schwebten. Warhol griff hierbei aktuelle Tendenzen der zeitgenössischen Kunst auf und reflektierte auf die „Soft-sculptures“ von Claes Oldenburg und die kinetischen Skulpturen und Mobiles von Alexander Calder. Überdies verwiesen die Silberwolken auf die silberne Factory.
Als Hommage an Jasper Johns wollte Warhol ursprünglich silberne Glühlampen als Ballons, diese ließen sich jedoch nicht realisieren. (Warhol besaß die Zeichnung einer Glühlampe von Johns, was ihn bereits 1964 auf die Idee brachte, fliegende Glühlampen zu bauen.) Warhol hatte die Wolkenkissen in Zusammenarbeit mit Billy Klüver, einem schwedischen Elektroingenieur, der für die Bell Laboratories arbeitete, entwickelt. Klüver galt in den 1960er Jahren als „der Wissenschaftler für die Kunst“ und hatte eine gewisse Bekanntheit durch seine Zusammenarbeit mit dem Schweizer Installationskünstler Jean Tinguely, außerdem arbeitete er als technischer Berater für Jasper Johns und Robert Rauschenberg. Klüver kam nach einigen Berechnungen zu dem Schluss, dass eine fliegende Glühlampe mit eigener Stromversorgung nicht machbar sei, da die Batterien dafür zu schwer sind.
Harold Hodges, ein Kollege von Klüver, entdeckte für das Projekt eine metallbedampfte Plastikfolie, die eigentlich als Verpackungsmaterial für die Minnesota Mining & Manufacturing Company (3M) konzipiert worden war. Das Scotchpak benannte Material bestand aus einer Lage Polyesterfilm und einer Schicht Polyethylenfilm, die mit Aluminium bedampft worden war. Die Folie war verschweißbar und relativ luftdicht. Als Klüver die Folie in die Factory brachte, sagte Warhol: „Daraus machen wir Wolken.“ Ein ähnliches Material benutzte die US Army für ihre Höhenforschungsballons; der Verpackungskünstler Christo verwendete die Folie 1966 für sein Großprojekt 42 390 Cubic Feet Package in Minneapolis.
Die Wolken sollten ursprünglich die geschwungenen Formen von Cumuluswolken nachahmen, doch die Rundungen ließen sich nur schwer herstellen, also begnügte sich Warhol mit Rechtecken. Die Folie brauchte so nur einmal gefaltet und an drei Seiten verschweißt werden. Obwohl die Nähte fehlerlos waren, mussten die Ballons nach einiger Zeit nachgefüllt werden, da der Kunststoff das Gas durchließ. Die Herstellung der Silberwolken war zwar günstig – das Stück zu 50 Dollar – dennoch scheuten die Sammler den Kauf der schwebenden Kunstwerke, da sie nach einiger Zeit von ihren Besitzern neu mit Helium gefüllt werden mussten. Billy Klüver war der Meinung, man könnte die Silberwolken mit einem 10-Jahres-Wartungsvertrag verkaufen, was allerdings teurer gewesen wäre, als die Wolken selbst.

## Betrachtungen
Kunstkritiker verglichen die Silberwolken mit einer Installation von Marcel Duchamp aus dem Jahr 1938, die dieser zur Exposition Internationale du Surréalisme 1938 in der Pariser Galerie Beaux-Arts geschaffen hatte. Duchamps Installation bestand aus 1200 alten Kohlesäcken, die von der Decke der abgedunkelten Galerie hingen und den Raum in einen düsteren Keller verwandelten. Im Unterschied zu Duchamp verfolgte Warhol mit den Silberwolken jedoch keinen traditionellen künstlerischen Kontext.
Die Warhol-Biografin Stefana Sabin: „Sollte die Kuhtapete zeigen wie praktisch Popkunst war, so waren die Silberwolken Metaphern für Kunst als Konsumgegenstand: Warhol wollte sie als Wegwerfkunst verstanden wissen, denn man konnte sie aus dem Fenster fliegen lassen.“
Der Kunsthistoriker Charles Stuckey: „Diese Installationen veranschaulichten Warhols offene Geringschätzung konventioneller Kontexte der Kunst.“
Calvin Tomkins, Kunstkritiker des New Yorker, bemerkte: „In dieser Ausstellung wurde kaum etwas verkauft, doch in der Factory lief die Produktion auf Hochtouren. Und dann – das Timing war geradezu unheimlich – erklärte Warhol die Pop Art für tot und begann eine neue Phase.“

## Nachwirkungen
Finanziell war die Silver Clouds and Cow-Wallpaper-Ausstellung kein großer Erfolg. Erst 1977 machte Warhol eine weitere größere Ausstellung bei Leo Castelli.
Die willkürliche Leichtigkeit der Silberwolken inspirierte den Choreografen Merce Cunningham, der sie als Bühnendekoration seines handlungslosen Balletts Rain Forrest (Regenwald) verwendete, das 1968 uraufgeführt wurde.
Die Silver Clouds gehören zur ständigen Ausstellung des Andy Warhol-Museums in Pittsburgh und werden dort von einer Webcam gefilmt.